# Big K.R.I.T.
Justin Scott (Meridian (Mississippi), 26 augustus 1986), beter bekend als Big K.R.I.T. (King Remembered In Time), is een Amerikaanse rapper en producer uit Meridian, Mississippi. Hij staat onder contract bij Cinematic Music Group en Def Jam.

## Discografie

### Studioalbums
- Live from the Underground (2012)
- Cadillactica (2014)
- 4eva Is a Mighty Long Time (2017)
- Krit Iz Here (2019)